# باري دونيغان
باري دونيغان (بالإنجليزية: Barry Donegan)‏ هو لاعب كرة قدم أسترالية أسترالي، ولد في 5 مايو 1938.

## وصلات خارجية
- باري دونيغان على موقع AustralianFootball.com (الإنجليزية)
- باري دونيغان على موقع AFLtables.com (الإنجليزية)